# Condado de Łask
Nota linguística: Não confundir hrabstwo (condado) com powiat (divisão administrativa)..
Łask (polaco: powiat łaski) é um powiat (condado) da Polónia, na voivodia de Łódź. A sede é a cidade de Łask. Estende-se por uma área de 617,38 km², com 50 949 habitantes, segundo o censo de 2005, com uma densidade de 82,52 hab/km².

## Divisões admistrativas
O condado possui:
Comunas urbana-rurais: Łask
Comunas rurais: Buczek, Sędziejowice, Widawa, Wodzierady
Cidades: Łask

## Demografia
População (dados de 30 de Junho de 2005):
|          | Total   | Total | Mulheres | Mulheres | Homens  | Homens |
| -------- | ------- | ----- | -------- | -------- | ------- | ------ |
|          | pessoas | %     | pessoas  | %        | pessoas | %      |
| Total    | 50 949  | 100   | 26 098   | 51,2     | 24 851  | 48,8   |
| Cidades  | 18 835  | 100   | 9932     | 52,7     | 8903    | 47,3   |
| Povoados | 32 114  | 100   | 16 166   | 50,3     | 15 948  | 49,7   |